# Hallatar
Hallatar ist eine finnische Death-Doom-Band aus Jyväskylä, die 2016 gegründet wurde.

## Geschichte
Die Band wurde von dem Swallow-the-Sun- und Trees-of-Eternity-Gitarristen Juha Raivio, dem Amorphis-Sänger Tomi Joutsen und dem ehemaligen HIM-Schlagzeuger Gas Lipstick gegründet. Grundsteinleger für die Gruppe war Raivio, dessen Lebenspartnerin und Trees-of-Eternity-Sängerin Aleah Starbridge am 18. April 2016 verstorben war. Raivio hatte daraufhin begonnen, Texte zu schreiben, woraufhin die Gründung von Hallatar erfolgt war. 2017 wurde das Album No Stars upon the Bridge veröffentlicht, auf dem die Draconian-Sängerin Heike Langhans als Gastmusikerin zu hören ist. Die Musik des Albums war von Raivio in nur rund einer Woche geschrieben worden. 2018 war die Gruppe auf dem Tuska Open Air Metal Festival zu sehen.

## Name
Der Name "Hallatar" ist ein Wort aus der finnischen Poesie und heißt so viel wie „Königin des Frosts“. Für Juha Raivio hat das Wort jedoch eine eigene Bedeutung:

„„Hallatar“ ist ein altes poetisches finnisches Wort für etwas, das du die „Königin des Frosts“ nennen könntest. Für das letzte Album von SWALLOW THE SUN habe ich einige finnische Lyrics und dabei auch dieses Wort benutzt. Für mich bedeutet es einfach nur „Tod“. Ich hatte keine andere Wahl, als dieses Wort zu benutzen, denn für mich war das völlig klar.“

## Stil

### Texte
Die Texte wurden von Raivio kurz nach Stanbridges Tod aus Teilen ihres Tagebuches zusammengesetzt.

### Musik
Tobias Blum vom Rock Hard ordnete das Album dem Doom Metal zu. Im Interview mit ihm gab Raivio an, dass das Songwriting für das Album von Texten, Musik und Liedfragmenten von Starbridges PC fundiert. Zwei Ausgaben zuvor hatte Blum No Stars upon the Bridge rezensiert und definierte dabei den Stil genauer als Death Doom. Die Musik sei dabei besonders melodisch und dynamisch gestaltet. Auf dem Album schwanke man außerdem zwischen „erhabener Schönheit und abgrundtiefer Trostlosigkeit“. Sebastian Kessler vom Metal Hammer rezensierte das Album ebenfalls und beschrieb die Musik als „tiefschwarzen Doom Metal, aus dem zu jeder Sekunde die Trauer des Finnen über seinen Verlust trieft“. Der Gesang bestehe aus tiefen Growls und Klargesang. Die Instrumentierung der Songs sei zurückgefahren und bestehe größtenteils aus zählen Riffs und gelegentlichen Keyboardklängen.

## Diskografie
- 2017: No Stars upon the Bridge (Album, Svart Records)